# Sébastien Bosquet
Sébastien Bosquet (født 24. februar 1979 i Dunkerque, Frankrig) er en fransk håndboldspiller, der til daglig spiller for den franske ligaklub Dunkerque HBGL. Han kom til klubben i 2005 fra ligarivalerne Montpellier HB. Bosquet spiller højre back.

## Landshold
Bosquet har spillet 112 landskampe og scoret 202 mål på det franske landshold. Han var en del af det hold, der sikrede sig guldmedaljerne ved EM i 2006 og ved VM i Kroatien i 2009.